# Klenje, Špeter Slovenov
Klenje (italijansko Clenia) je naselje v občini Špeter Slovenov s 150 prebivalci (stanje 31. december 2022) v italijanski deželi Furlanija - Julijska krajina v bivši Goriški pokrajini.
Nahaja se na 169 metrih nadmorske višine v vzhodnem delu avtonomne dežele Furlanija - Julijska krajina in natančneje v Nadiških dolinah, na bregovih rečice Aborna (Alberone), zadnje mesto v istoimenski dolini.
Trenutno v njem živi okoli 150 prebivalcev in njegova "ugodna" lega (nahaja se na dnu doline le 8 km od mesta Čedad) pomeni, da je eno izmed mest v Nadiških dolinah z ne-negativnim demografskim razvojem. Prebivalci imajo nove ali zelo dobro obnovljene hiše po potresu leta 1976. V središču vasi stoji zelo stara cerkev sv. Antona (Sv. Čintonih), zgrajena v 14. stoletju.
Zaselek sestavljajo poleg Klenja še vasi Koreda (Correda) in Tarpeč (Tarpezzo) ter zaselki Par Brigid, Hrib, Lula in Stradina. 
Ime KLENJE (it. CLENIA) je običajno izpeljano iz klin ali klien (= poljski javor, v slovenskem narečju), kar je v slovenščini klen. Klenje torej pomeni kraj, kjer raste javor.
Najpogostejši priimki v Klenju so Corredig, Marinig in Iussig. Najpogostejša hišna imena pa so Uekovi, Dužovi, Žnidarjovi, Žiefovi, Belinovi.